# Tragoptyssa flavimaculata
Tragoptyssa flavimaculata is een vlinder uit de familie spinners (Lasiocampidae). De wetenschappelijke naam van deze soort is voor het eerst geldig gepubliceerd in 1929 door Tams.
De soort komt voor in tropisch Afrika.